# Roger De Coninck
Roger De Coninck (* 9. August 1939 in Löwen) ist ein ehemaliger belgischer Radrennfahrer und nationaler Meister im Radsport.

## Sportliche Laufbahn
De Coninck war im Straßenradsport aktiv. Als Amateur gewann er 1960 das Rennen Muur Classic Geraardsbergen sowie die Belgien-Rundfahrt für Amateure. Von 1961 bis 1968 war er Unabhängiger und Berufsfahrer. Er gewann die Eintagesrennen Omloop van de Fruitstreek 1962 und 1965 sowie die Ronde van Brabant 1963. 1965 siegte er in der belgischen Meisterschaft der Interclubs mit Ludo Janssens, Georges Van Coningsloo und Roger Verheyden. Dazu kamen einige Siege in belgischen Kriterien.
Zweiter wurde er 1961 bei Brüssel–Ingooigem, im GP Eugeen Roggeman, in der Elfstedenronde, 1962 im Grote Prijs Stad Vilvoorde, 1966 im Grand Prix de Monaco. Dritter wurde er 1962 im Omloop Het Volk, 1964 bei Hoeilaart–Diest–Hoeilaart und in der Ronde van Limburg 1965. 
1961 startete er im Giro d’Italia. Er beendete er die Rundfahrt nicht.